# Джуджанело
Джуджанѐло (на италиански: Giuggianello, на местен диалект Sciuvaneddhru, Шуванедру) е село и община в Южна Италия, провинция Лече, регион Пулия. Разположен е на 79 m надморска височина. Населението на общината е 1239 души (към 2013 г.).